# Хосе Санта
Хосе Фернандо Санта Робледо (ісп. José Fernando Santa Robledo; нар. 12 вересня 1970, Медельїн, Колумбія) — колумбійський футболіст, що грав на позиції захисника. Виступав за національну збірну Колумбії.
По завершенні ігрової кар'єри — тренер. З 2016 року очолює тренерський штаб команди «Депортіво Пасто».

## Клубна кар'єра
У дорослому футболі дебютував 1988 року виступами за команду клубу «Атлетіко Насьйональ», кольори якої захищав протягом усієї своєї кар'єри гравця, що тривала одинадцять років. Більшість часу, проведеного у складі «Атлетіко Насьйональ», був основним гравцем захисту команди.

## Виступи за збірні
1989 року залучався до складу молодіжної збірної Колумбії.
1995 року дебютував в офіційних матчах у складі національної збірної Колумбії. Протягом кар'єри у національній команді, яка тривала 4 роки, провів у формі головної команди країни 25 матчів.
У складі збірної був учасником розіграшу Кубка Америки 1995 року в Уругваї, на якому команда здобула бронзові нагороди, розіграшу Кубка Америки 1997 року в Болівії, чемпіонату світу 1998 року у Франції.

## Кар'єра тренера
Розпочав тренерську кар'єру, повернувшись до футболу після тривалої перерви, 2010 року, очоливши тренерський штаб клубу «Атлетіко Насьйональ», де пропрацював один рік.
В подальшому очолював команди клубів «Реал Картахена», «Депортіво Перейра» та «Атлетіко Уїла».
З 2016 року очолює тренерський штаб команди «Депортіво Пасто».

## Титули і досягнення
- Бронзовий призер Кубка Америки: 1995